# 신호 펩타이드
신호 펩타이드(영어: signal peptide)는 단백질의 특수한 아미노산 배열로 생긴 영역으로 핵 이행 시그널, 미토콘드리아 이행 시그널 등이 있다. 시그널 펩타이드, 시그널 배열이라고도 한다. 단백질은 이를 바탕으로 세포 내에서 다양한 장소로 보내지게 된다.

## 같이 보기
- 단백질 표적화